# Boceni (okręg Mehedinți)
Boceni – wieś w Rumunii, w okręgu Mehedinți, w gminie Tâmna. W 2011 roku liczyła 253 mieszkańców.